# Жива мова
Жива мова —  будь-яка розмовна мова, різновид усної літературної мови, який обслуговує повсякденне побутове спілкування й виконує комунікативну та імперативну функції. Як засіб національного спілкування жива мова склалася в епоху формування націй. У донаціональний період функцію розмовної мови виконували діалекти, напівдіалекти, міські койне та ін. Як форма існування літературної мови жива мова характеризується основними її ознаками (наддіалектністю, стійкістю, нормативністю, багатофункціональністю).
Термін «жива мова» використовується у мовознавстві, а також при навчанню мовами в освітніх установах для відмінності мов, якими розмовляють люди у повсякденному житті та використовують як лінгва франка (такі як англійська мова, іспанська мова та інші). Від мов, які вживаються виключно у церемоніальних або наукових цілях (напр. латинська мова, старогрецька мова, санскрит і інші).
Жива мова – історична категорія. Історія живої мови в різних національних мовах не зафіксована джерелами внаслідок усної форми її існування. Основою її формування стали понаддіалектні утворення та говори регіонів, які відігравали сполучну роль під час консолідації націй. Місце живої мови у складі літературних мов мінливе. Вона може виступати усною формою літературної мови, може не входити до її складу, може взаємодіяти з розмовним типом письмово-літературної мови, представленої в художніх творах, які найповніше відображають народне мовлення або бути стилем літературної мови. Існують регіональні типи живої мови. Практично в кожній мові за багатьма фонетичними та частково лексичними ознаками можна виділити певні регіональні варіанти літературної живої мови. Жива мова не підлягає кодифікації.
Визначення характеру відношення живої мови тієї або іншої національної літературної мови до літературної мови в цілому або її різновиду вирішується по-різному. Вивчення соціальної, локальної, вікової, статевої, професійної диференціації живої мови, мовної поведінки, особливостей утворення та сприйняття мови є одним із завдань соціолінгвістики та психолінгвістики. Загальні властивості усного мовлення виявляються в специфічних характеристиках живої мови: спонтанності, лінійному характері, що призводить як до економії, так і до надмірності мовних засобів, безпосередньому характері мовленнєвого акту. Жива мова існує у діалогічних та монологічних формах. Форма мови впливає на вибір засобів вираження.
Основна функція живої мови – комунікативна. Відповідно до потреб спілкування змінюються теми живої мови: від вузькопобутових до виробничих та абстрагованих. Можна виділити три типи ситуацій спілкування: стереотипні міські діалоги незнайомих осіб; спілкування знайомих осіб у побутовій обстановці; спілкування знайомих і незнайомих осіб у виробничій та соціально-культурній сфері. Жива мова широко використовується в художній літературі і майже ніколи – в технічному тексті. Її відображення має національно-зумовлений та історичний характер: чим вищий ступінь демократизації художньої літератури, тим більший вплив здійснює жива мова на мову художньої літератури. В художньому творі в першу чергу використовуються ті явища живої мови, які пов’язані з її стилістичною експресією, виразністю. Ті явища живої мови, які пов'язані передусім з усним характером її здійснення, в мову художньої літератури потрапляють рідко. Тому жива мова в її природному вигляді вивчається не за художніми текстами, а за матеріалами магнітофонних та ручних записів оригінального тексту або окремих його особливостей.
У межах кожної національної мови жива мова має у своєму розпорядженні власний набір мовних особливостей. Вживаються у ній також і загальнолітературні мовні засоби. Універсальні особливості живої мови пов'язані з усним характером її перебігу: під час прискореного темпу мовлення спостерігаються явища посиленої редукції ненаголошених голосних. Виникають явища описової та скороченої номінації, особливості у функціонуванні окремих частин мови та утворення окремих форм, розчленування синтаксичного цілого, приєднання, розірвані структури, питально-відповідні єдності, повтори, перифрази.